# Pseudolampona wyandotte
Pseudolampona wyandotte är en spindelart som beskrevs av Norman I. Platnick 2000. Pseudolampona wyandotte ingår i släktet Pseudolampona och familjen Lamponidae.
Artens utbredningsområde är Queensland. Inga underarter finns listade i Catalogue of Life.